# Aseptis
Aseptis es un  género  de lepidópteros de la familia Noctuidae. Es originario de Norteamérica.

## Especies
- Aseptis adnixa (Grote, 1880) ahora Paraseptis adnixa
- Aseptis binotata (Walker, 1865)
- Aseptis bultata (Smith, 1906)
- Aseptis cara (Barnes & McDunnough, 1918)
- Aseptis catalina (Smith, 1899)
- Aseptis characta (Grote, 1880)
- Aseptis dilara (Strecker, 1899)
- Aseptis ethnica (Smith, 1899)
- Aseptis fannatica Mustelin, 2006
- Aseptis ferruginea Mustelin, 2000
- Aseptis fumeola (Hampson, 1908)
- Aseptis fumosa (Grote, 1879)
- Aseptis genetrix (Grote, 1878)
- Aseptis lichena (Barnes & McDunnough, 1912)
- Aseptis marina (Grote, 1874)
- Aseptis monica (Barnes & McDunnough, 1918)
- Aseptis murina Mustelin, 2000
- Aseptis pausis (Smith, 1899)
- Aseptis paviae (Strecker, 1874)
- Aseptis perfumosa (Hampson, 1918)
- Aseptis pseudolichena Mustelin & Leuschner, 2000
- Aseptis serrula (Barnes & McDunnough, 1918)
- Aseptis susquesa (Smith, 1908)
- Aseptis torreyana Mustelin, 2006